# Azer Aliyev
Azer Aliyev (tiếng Azerbaijani: Azər İlqar oğlu Əliyev, tiếng Nga: Азер Алиев; sinh ngày 12 tháng 5 năm 1994) là một tiền vệ bóng đá người Nga gốc Azerbaijan. Anh thi đấu cho F.K. Krylia Sovetov Samara.

## Sự nghiệp câu lạc bộ
Anh có màn ra mắt tại Giải bóng đá Quốc gia Nga cho FC Yenisey Krasnoyarsk vào ngày 13 tháng 4 năm 2013 trong trận đấu với FC Sibir Novosibirsk.